# Азиатские линзанги
Азиатские линзанги (лат. Prionodon) — род млекопитающих семейства Prionodontidae. Единственный род в семействе. Ранее он включался в семейство виверровые (Viverridae) как подсемейство Prionodontinae. Род состоит из двух видов, обитающих в Юго-Восточной Азии. Это полосатый линзанг (Prionodon linsang) и пятнистый линзанг (Prionodon pardicolor). Этот род считается базальным таксоном кошкообразных и сестринским таксоном для семейства кошачьих.

## Систематика
Томас Хорсфилд описал род Prionodon в 1822 году, на основе полосатого линзанга с острова Ява. Он выделил род в семейство Prionodontidae, из-за сходства линзанга и с виверровыми, и с кошачьими. В 1864 году, Джон Эдуард Грей поместил азиатских линзангов в семейство виверровые подсемейство Prionodontinae, к которому он отнёс также род африканские линзанги (Poiana). Реджиналд Иннес Покок первоначально следовал классификации Грея, но существование запаховых желёз у африканских линзангов побудило его условно рассматривать последних как специализированную форму рода генеты, а сходство африканских линзангов с азиатскими считать конвергентным.
Анализ ДНК 29 видов плотоядных, включавший 16 видов виверровых, подтвердил предположение Покока, что африканские линзанги являются сестринской группой для рода Genetta. Азиатские линзанги были признаны сестринской группой для семейства кошачьих и их выделили в семейство Prionodontidae.

## Внешний вид и строение
Длина тела с головой 310—450 мм, длина хвоста 304—420 мм. Вес полосатого линзанга 600—800 грамм. В среднем пятнистый линзанг немного меньше полосатого. Мех полосатого линзанга бывает окрашен в диапазоне от беловато-серого до коричневато-серого и становится кремовым на нижней части тела. Узор состоит из четырех или пяти широких поперечных чёрных или тёмно-коричневых полос на спине, также по одной большой полосе на каждой стороне шеи. Бока и лапы с тёмными пятнами, хвост полосатый. Некоторые особи пятнистого линзанга имеют оранжево-буро-жёлтый фоновый окрас, в то время как другие бледно-коричневый. Чёрные пятна на верхней части тела расположены более или менее продольными рядами, а на хвосте есть 8—10 тёмных колец. Эти животные очень стройные, грациозные и красивые. Шерсть короткая, густая и мягкая, внешне и на ощупь как бархат. Когти втяжные. Череп длинный, низкий, и узкий, мордочка узкая и удлиненная. В отличие от многих виверровых азиатские линзанги, похоже, не имеют запаховых желёз.

## Поведение и жизненный цикл
Азиатские линзанги живут преимущественно в лесах. Они ведут ночной образ жизни и вообще древесные, но часто спускаются на землю в поисках пищи. Полосатый линзанг строит гнездо из веток и листьев, однажды такое гнездо обнаружили в норе у основания пальмы. Есть сведения, что эти звери могут жить в дуплах деревьев. Азиатские линзанги кормятся мелкими млекопитающими, птицами, яйцами и насекомыми. Предполагается, что у полосатого линзанга нет чёткого сезона размножения.

## Виды
- Prionodon linsang — Полосатый линзанг
- Prionodon pardicolor — Пятнистый линзанг